# Tero Seppälä
Tero Seppälä (* 25. Januar 1996 in Järvenpää, Landschaft Uusimaa) ist ein finnischer Biathlet. Er startet seit 2017 im Weltcup und etablierte sich in den Folgejahren mit mehreren Top-10-Platzierungen auf dieser Ebene. 2025 gelang ihm mit der Single-Mixed-Staffel sein erster Weltcupsieg.

## Sportliche Laufbahn

### Einstieg und Etablierung im Weltcup
Tero Seppälä startete erstmals 2015 im IBU-Cup und nahm an zwei Rennen der Saison 2015/16 teil. Bereits in der Saison zuvor nahm er an den Jugendweltmeisterschaften teil und belegte mit der Staffel den vierten Platz. Im Sprintrennen erzielte er mit einem 18. Platz sein bestes Einzelergebnis. In der Saison 2016/17 nahm der Finne erneut an Rennen des IBU-Cups teil und erreichte am Arber mit Rang 22 im Einzel erstmals die Punkteränge. Im Januar 2017 gab er in Antholz seinen Einstand im Weltcup und wurde 92. des Einzels und 19. mit der Staffel, kurz darauf nahm er sofort an den Weltmeisterschaften teil, verbesserte seine Ergebnisse aber nicht wesentlich. Seine letzten Juniorenweltmeisterschaften endeten mit Rang acht im Einzel und Platz fünf mit der Staffel recht erfolgreich. Seit Beginn der Saison 2017/18 ist Seppälä fester Bestandteil des finnischen Männerteams im Weltcup. Seine ersten Weltcuppunkte gewann er mit einem 24. Platz im Sprintrennen von Hochfilzen, im Saisonverlauf klassierte er sich weitere drei Male unter den besten 40 Athleten. Auch für die Olympischen Spiele in Pyeongchang wurde er nominiert und erreichte dort seine bis dahin besten Ergebnisse bei einem Rennen auf Weltcupniveau. Nach den Plätzen 20 im Sprint und 25 in der anschließenden Verfolgung konnte er sich als letzter Athlet für seinen ersten Massenstart qualifizieren und erreichte in diesem den 21. Rang. Auch am Mixedstaffelrennen nahm er zusammen mit Laura Toivanen, Kaisa Mäkäräinen und Olli Hiidensalo teil und wurde Sechster.
Gleich im ersten Rennen des Winters 2018/19 unterboten die Finnen dieses Ergebnis beim Mixedrennen auf der Pokljuka-Hochebene nochmals und wurden Fünfte, das beste Ergebnis einer finnischen Mixedstaffel seit Einführung des Wettbewerbs. Die Weltcupsaison verlief im Wesentlichen wie die vorherige, Seppälä lief sechsmal in die Punkteränge und kam bei den Weltmeisterschaften unter anderem auf Platz 28 in der Verfolgung. Nach weiteren konstanten Ergebnissen in der Folgesaison und einer enttäuschenden WM 2020 überraschte er Anfang März des Jahres in Nové Město na Moravě mit Rang sieben im Sprint und blieb dabei erstmals in seiner Karriere in einem Weltcuprennen am Schießstand fehlerfrei. Gute Ergebnisse brachte auch die Saison 2020/21, die der Finne als 35. der Gesamtwertung abschloss, so erzielte er sein stärkstes Ergebnis als 16. im Sprint von Hochfilzen und wurde im Einzel von Antholz trotz dreier Schießfehler 19. Auch mit der Männerstaffel feierte er einen Erfolg, in Antholz resultierte gemeinsam mit Tuomas Harjula, Jaakko Ranta und Olli Hiidensalo Rang sieben und damit die beste Platzierung finnischer Herren seit März 2002.

### Höhen und Tiefen

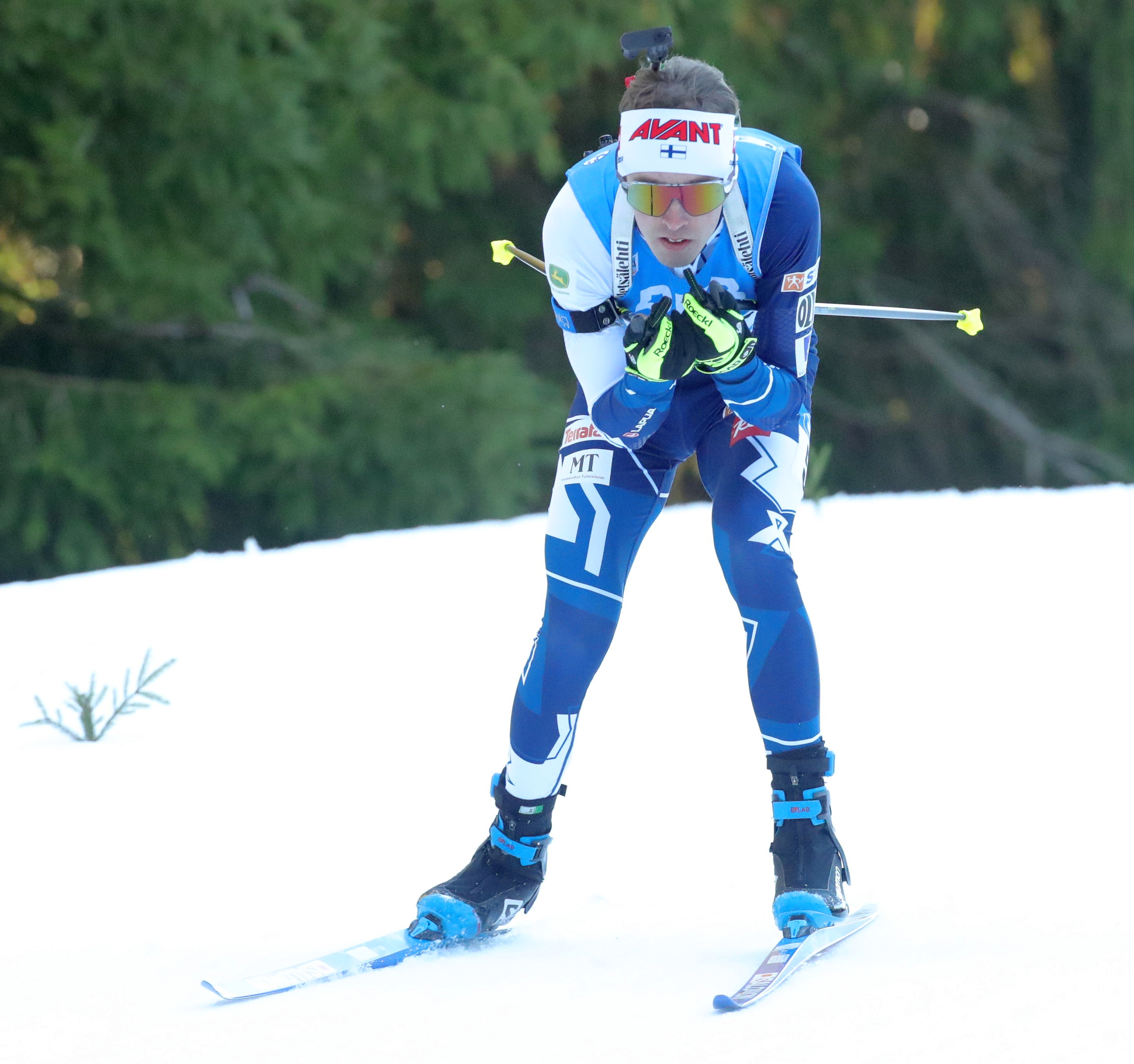
Seppälä während des Einzelwettkampfes bei der WM 2023 in Oberhof

Seinen Durchbruch feierte Seppälä im Winter 2021/22: Nachdem er schon am ersten Wettkampfwochenende in Östersund 16. des Sprints geworden war und dies wenige Tage später wiederholt hatte, setzte er sich im zum zweiten Sprint gehörigen Verfolgungsrennen in einem aus vier Athleten bestehenden Zielsprint durch und belegte Rang fünf, seine bis heute beste Platzierung in einem Individualwettkampf. Auch im weiteren Saisonverlauf wusste er zu überzeugen, wurde in Ruhpolding im Sprintrennen erneut Fünfter und verpasste beim Massenstart in Antholz um weniger als 15 Sekunden das Podest, obwohl er drei Strafrunden absolvieren musste. Als erweiterter Medaillenkandidat zu den Olympischen Spielen angereist, bereitete dem Finnen zum wiederholten Male der Schießstand Probleme, trotzdem schloss er den abschließenden Massenstart als Neunter ab. Die Weltcupsaison beendete er als Zwölfter und erzielte damit das beste Einzelergebnis eines finnischen männlichen Biathleten seit Vesa Hietalahtis neuntem Rang in der Saison 2001/02. Im Wesentlichen war neben Seppäläs schon vorhandener Stärke auf der Loipe eine klar verbesserte Schießform verantwortlich.
Die gesteigerten Erwartungen konnte Seppälä in den beiden folgenden Saisons nicht bestätigen. Zwar lief er weiterhin regelmäßig in die Punkteränge, griff aber nicht mehr in den Kampf um Podestplätze ein. Beste Einzelergebnisse im Winter 2022/23 wurden die Plätze zehn und acht beim Saisonfinale in Oslo, auch im Rahmen der Weltmeisterschaften 2023 kam mit Rang zehn im Massenstart ein gutes Resultat zustande. Mit der Männerstaffel steigerten sich Ranta, Harjula, Seppälä und Hiidensalo bis auf einen fünften Platz in Hochfilzen. Auch 2023/24 kam der Finne erst im letzten Trimester sprichwörtlich in die Gänge, als er in Oslo und Canmore Zwölfter und Achter in Massenstart und Verfolgung wurde. In der Saison 2024/25 konnte sich Seppälä wieder steigern, beendete neun Wettkämpfe in den Top 20 und wurde im Massenstart der Weltmeisterschaften Neunter. Ein großer Erfolg gelang ihm allerdings an der Seite von Suvi Minkkinen in der Single-Mixed-Staffel von Oberhof, die die beiden erfahrenen Athleten durchaus überraschend gewinnen konnten. Dabei handelte es sich um den ersten finnischen Sieg in einem Mixedwettkampf im Biathlon. Auch auf der Pokljuka resultierte für Minkkinen und Seppälä ein Podestplatz, hierbei setzte sich der 29-Jährige auf der Schlussrunde gegen Émilien Jacquelin und Justus Strelow durch und überquerte die Ziellinie als Dritter. Nach Saisonschluss nahm er zudem an den nationalen Meisterschaften im Skilanglauf teil und gewann die Bronzemedaille über zehn Kilometer in der freien Technik, wobei er etablierte Weltcupstarter wie Markus Vuorela und Emil Liekari hinter sich ließ.

## Leistungen in den Teildisziplinen
Seppälä ist Zeit seiner Karriere ein besserer Skilangläufer als Schütze. Seine Quote im läuferischen Bereich liegt mit Ausnahme seiner Debütsaison im Weltcup immer über dem Durchschnitt und hatte seinen höchsten Stand im Winter 2022/23, als er gut 2,4 Prozent schneller als der Durchschnitt war. Am Schießstand entwickelte sich Seppälä ebenfalls bis zu seiner erfolgreichsten Saison stetig weiter und erreichte in dieser eine Quote von 88 % im Liegend- und 78 % im Stehendanschlag. Im Anschluss fielen seine Werte in dieser Teildisziplin wieder etwas ab, fanden aber in der Saison 2024/25 mit 83,2 % (über beide Anschläge gesehen) einen neuen Höchststand.

## Persönliches
Tero Seppälä studierte an der Karelia University of Applied Sciences Forstwissenschaften und schloss die Universität mit dem Titel des Forstingenieurs ab. Sein Vater Timo Seppälä war ebenfalls Biathlet und nahm an den Olympischen Spielen 1994 in Lillehammer teil. Seppälä ist Linksschütze.

## Statistiken

### Weltcupsiege
| Nr. | Datum         | Ort     | Disziplin              |
| --- | ------------- | ------- | ---------------------- |
| 1.  | 12. Jan. 2025 | Oberhof | Single-Mixed-Staffel 1 |

### Weltcupplatzierungen
Die Tabelle zeigt alle Platzierungen (je nach Austragungsjahr einschließlich Olympische Spiele und Weltmeisterschaften).
- 1.–3. Platz: Anzahl der Podiumsplatzierungen
- Top 10: Anzahl der Platzierungen unter den ersten zehn (einschließlich Podium)
- Punkteränge: Anzahl der Platzierungen innerhalb der Punkteränge (einschließlich Podium und Top 10)
- Starts: Anzahl gelaufener Rennen in der jeweiligen Disziplin
- Staffel: inklusive Mixed- und Single-Mixed-Staffeln

| Platzierung               | Einzel | Sprint | Verfolgung | Massenstart | Staffel | Gesamt |
| ------------------------- | ------ | ------ | ---------- | ----------- | ------- | ------ |
| 1. Platz                  |        |        |            |             | 1       | 1      |
| 2. Platz                  |        |        |            |             |         |        |
| 3. Platz                  |        |        |            |             | 1       | 1      |
| Top 10                    |        | 2      | 4          | 2           | 24      | 32     |
| Punkteränge               | 12     | 39     | 30         | 11          | 59      | 151    |
| Starts                    | 19     | 62     | 45         | 11          | 59      | 196    |
| Stand: Saisonende 2024/25 |        |        |            |             |         |        |

### Weltcupwertungen

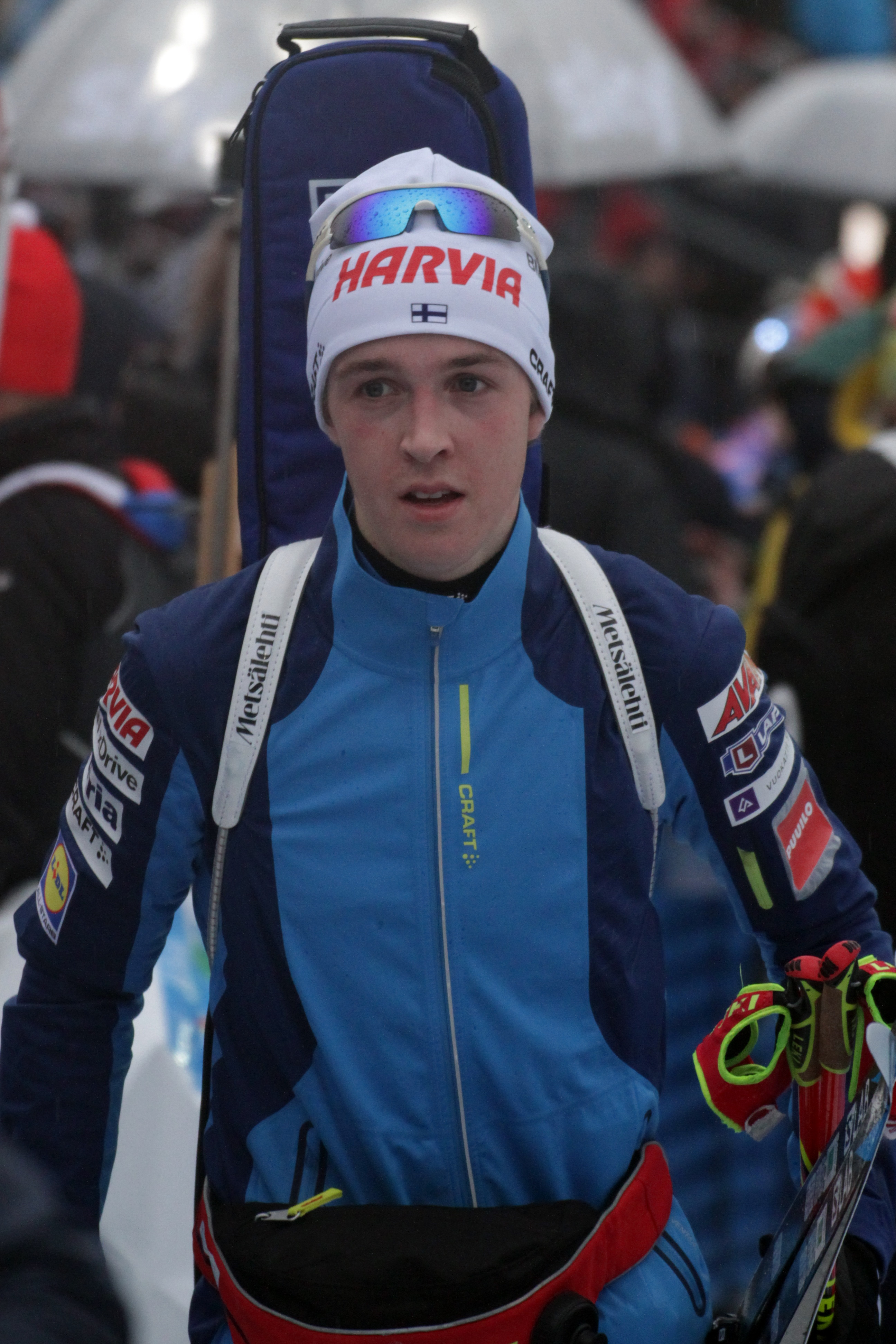
Seppälä im Januar 2018 in Oberhof

Ergebnisse bei Biathlon-Weltcups (Disziplinen- und Gesamtweltcup) gemäß Punktesystem:
| Saison  | Einzel | Einzel | Sprint | Sprint | Verfolgung | Verfolgung | Massenstart | Massenstart | Gesamt | Gesamt |
| Saison  | Platz  | Punkte | Platz  | Punkte | Platz      | Punkte     | Platz       | Punkte      | Platz  | Punkte |
| ------- | ------ | ------ | ------ | ------ | ---------- | ---------- | ----------- | ----------- | ------ | ------ |
| 2017/18 | –      | –      | 52.    | 35     | 67.        | 9          | –           | –           | 61.    | 44     |
| 2018/19 | 60.    | 13     | 76.    | 11     | 56.        | 19         | –           | –           | 62.    | 43     |
| 2019/20 | 48.    | 15     | 35.    | 63     | 40.        | 31         | 37.         | 23          | 37.    | 132    |
| 2020/21 | 37.    | 27     | 31.    | 87     | 34.        | 62         | –           | –           | 35.    | 177    |
| 2021/22 | 35.    | 18     | 17.    | 174    | 8.         | 167        | 8.          | 113         | 12.    | 468    |
| 2022/23 | 58.    | 6      | 28.    | 82     | 24.        | 107        | 32.         | 34          | 29.    | 229    |
| 2023/24 | 34.    | 27     | 43.    | 33     | 34.        | 49         | 26.         | 51          | 35.    | 160    |
| 2024/25 | 23.    | 52     | 25.    | 92     | 27.        | 72         | 29.         | 56          | 27.    | 272    |

### Olympische Winterspiele
Ergebnisse bei Olympischen Winterspielen:
|                                             | Einzelwettbewerbe | Einzelwettbewerbe | Einzelwettbewerbe | Einzelwettbewerbe | Staffelwettbewerbe | Staffelwettbewerbe |
| Einzel                                      | Sprint            | Verfolgung        | Massenstart       | Männerstaffel     | Mixedstaffel       |                    |
| ------------------------------------------- | ----------------- | ----------------- | ----------------- | ----------------- | ------------------ | ------------------ |
| Olympische Winterspiele 2018 \| Pyeongchang | 76.               | 20.               | 25.               | 21.               | –                  | 6.                 |
| Olympische Winterspiele 2022 \| Peking      | 23.               | 25.               | 21.               | 9.                | 17.                | 11.                |

### Weltmeisterschaften
Ergebnisse bei Weltmeisterschaften:
| Weltmeisterschaften | Weltmeisterschaften | Einzelwettbewerbe | Einzelwettbewerbe | Einzelwettbewerbe | Einzelwettbewerbe | Staffelwettbewerbe | Staffelwettbewerbe | Staffelwettbewerbe |
| Jahr                | Ort                 | Einzel            | Sprint            | Verfolgung        | Massenstart       | Männerstaffel      | Mixedstaffel       | S.-M.-Staffel      |
| ------------------- | ------------------- | ----------------- | ----------------- | ----------------- | ----------------- | ------------------ | ------------------ | ------------------ |
| 2017                | Hochfilzen          | 79.               | 71.               | –                 | –                 | 20.                | –                  | –                  |
| 2019                | Östersund           | 31.               | 35.               | 28.               | –                 | 17.                | 10.                | 12.                |
| 2020                | Antholz             | 87.               | 52.               | 47.               | –                 | 26.                | 9.                 | 23.                |
| 2021                | Pokljuka            | 36.               | 27.               | 31.               | –                 | 19.                | 13.                | –                  |
| 2023                | Oberhof             | 18.               | 47.               | 24.               | 10.               | 10.                | –                  | –                  |
| 2024                | Nové Město          | 36.               | 41.               | 49.               | –                 | 8.                 | –                  | –                  |
| 2025                | Lenzerheide         | 31.               | 22.               | 24.               | 9.                | 10.                | 9.                 | 10.                |

### Jugend-/Juniorenweltmeisterschaften
Seppäla nahm 2015 an den Jugend- und ab 2016 an den Juniorenwettkämpfen teil.
| Weltmeisterschaften | Weltmeisterschaften | Einzelwettbewerbe | Einzelwettbewerbe | Einzelwettbewerbe | Männerstaffel |
| Jahr                | Ort                 | Einzel            | Sprint            | Verfolgung        | Männerstaffel |
| ------------------- | ------------------- | ----------------- | ----------------- | ----------------- | ------------- |
| 2015                | Minsk               | 63.               | 18.               | 36.               | 4.            |
| 2016                | Cheile Grădiștei    | 34.               | 47.               | 50.               | 8.            |
| 2017                | Osrblie             | 8.                | 31.               | 19.               | 5.            |